# Bevrijdingsdefilé (Eindhoven)

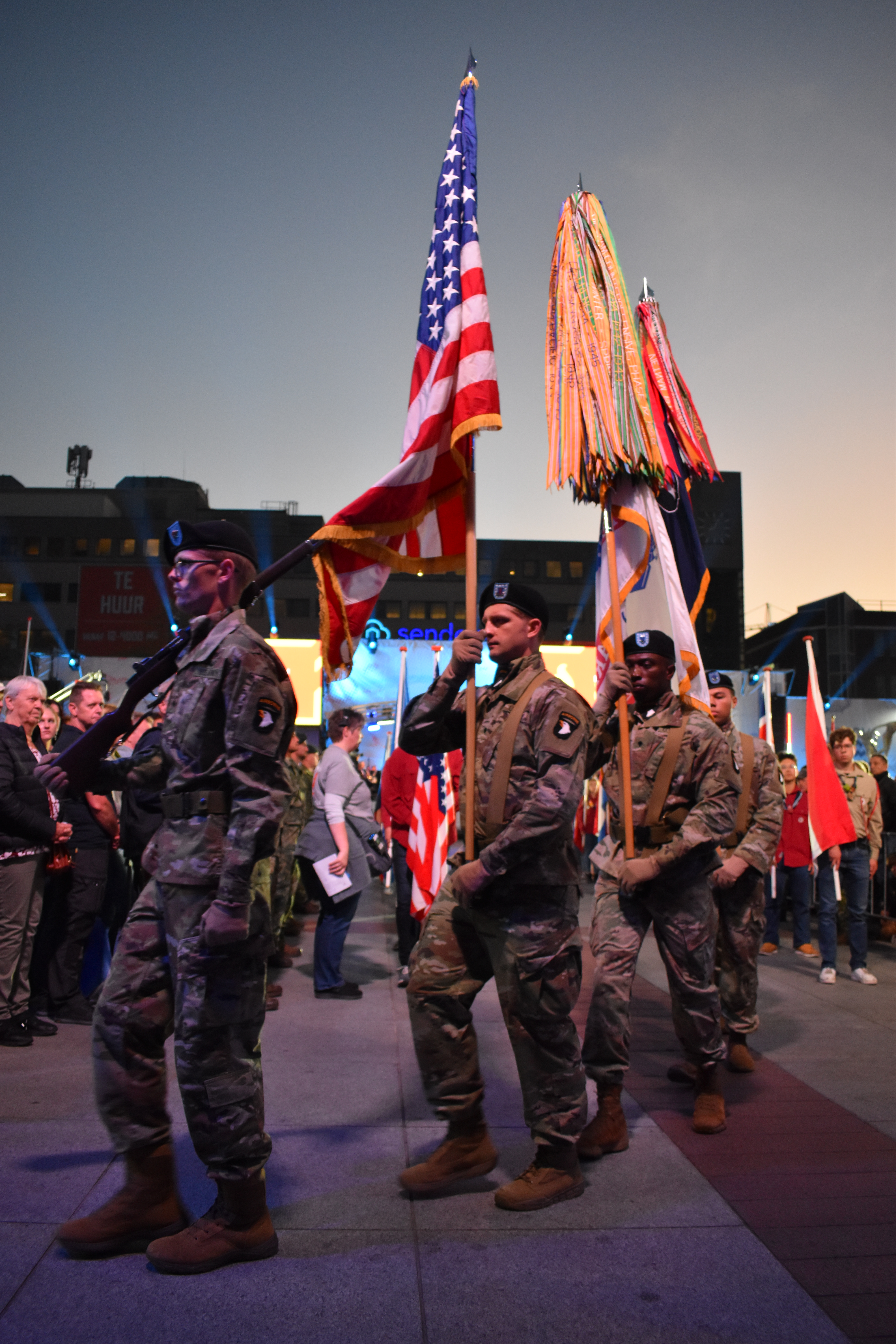
Soldaten dragen vlaggen van de Verenigde Staten, het Verenigd Koninkrijk, Nederland, de Verenigde Naties en de NAVO

Het Bevrijdingsdefilé in Eindhoven is een jaarlijkse viering van de bevrijding van Eindhoven op 18 september. Al sinds 1944 wordt op deze dag de bevrijding herdacht en gevierd.

## Verloop

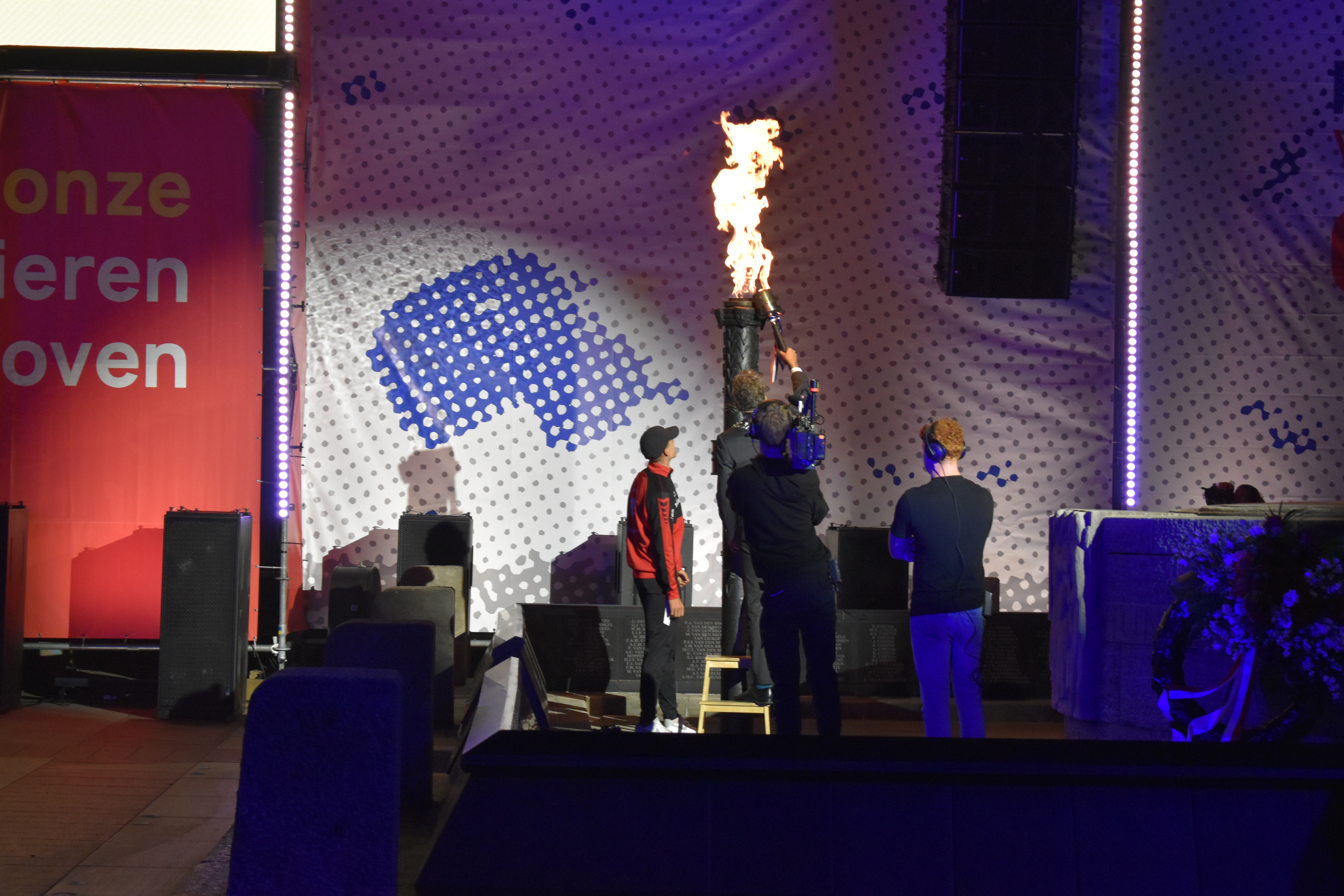
Het ontsteken van het bevrijdingsvuur op 18 september 2024 door burgemeester Jeroen Dijsselbloem

Elk jaar wordt op 16 september het bevrijdingsvuur aangestoken in de Franse stad Bayeux in Normandië, vanwaar in juni 1944 de bevrijding van West-Europa begon. Op 17 september wordt dit bevrijdingsvuur in twee dagen overgebracht naar Eindhoven. De tocht beslaat een afstand van 663 kilometer.
Wanneer het vuur op 18 september in Eindhoven is aangekomen, trekt een lange stoet van oude militaire voertuigen door de stad en langs het Stadhuis van Eindhoven. Onder andere scoutingclubs, veteranen, sportverenigingen en muziekkorpsen lopen mee. Vervolgens wordt het vuur ontstoken bij het oorlogs- en bevrijdingsmonument op het Stadhuisplein en worden de slachtoffers die gevallen zijn in Eindhoven, zowel burgers als geallieerde soldaten, herdacht met een minuut stilte.

## Trivia
- Sinds 1950 wordt het bevrijdingsvuur, dat uit Bayeux wordt opgehaald en naar Eindhoven wordt gebracht, erkend als het nationale bevrijdingsvuur. Dit vuur verspreidt zich vervolgens naar alle Nederlandse gemeenten, ook op 4 en 5 mei tijdens de jaarlijkse herdenkingen en vieringen van de bevrijding.[6]